# روکسیو
روکسیو (انگلیسی: Roxio) شرکت نرم‌افزار آمریکایی است، که در سال ۲۰۰۱ تأسیس شد.